# Nhạc cụ hơi

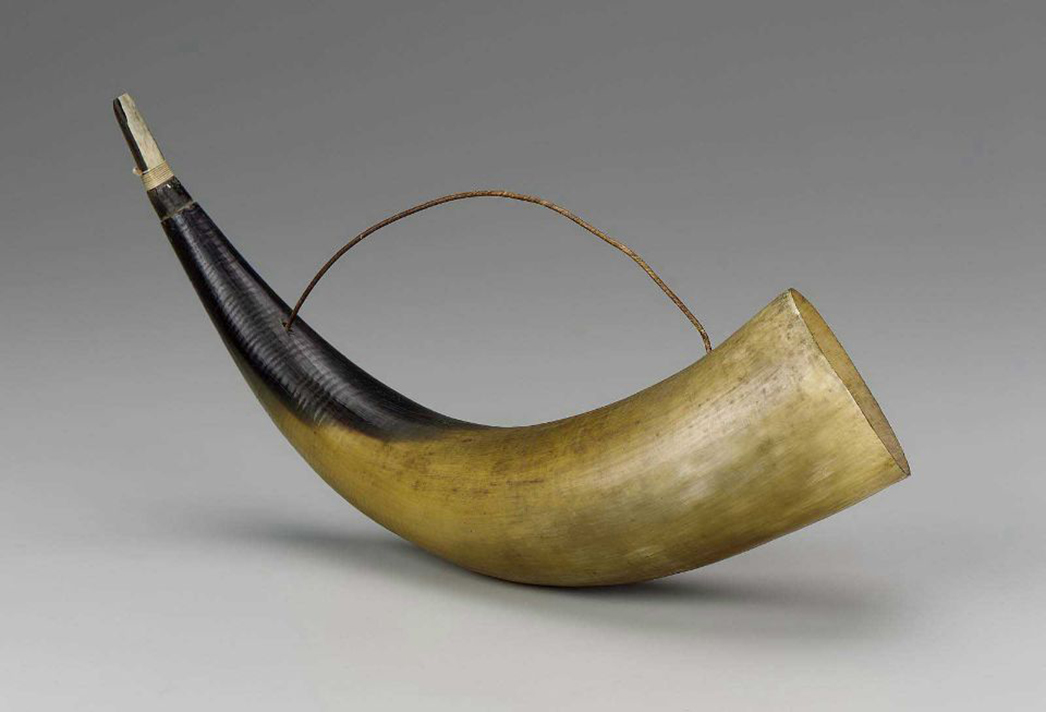
Erke, nhạc cụ hơi của Argentina

Một nhạc cụ hơi là một nhạc cụ có chứa một hộp cộng hưởng (thường là một ống dài), trong đó có một khối không khí được làm rung động khi những người chơi thổi vào một miệng thổi đặt ở cuối của hộp cộng hưởng. Tần số âm khi rung động được xác bằng chiều dài của đường ống và bằng cách sử dụng những phím bấm tay để thay đổi chiều dài khối không khí cộng hưởng. Trong trường hợp của một số nhạc cụ hơi, âm thanh được tạo ra bằng cách thổi qua một ống sậy, những nhạc cụ hơi khác yêu cầu người chơi thổi qua một miệng thổi bằng kim loại.